# Bismanol
El Bismanol es una aleación magnética de bismuto y manganeso (bismuturo de manganeso) desarrollada por el Naval Ordnance Laboratory de Estados Unidos.

## Historia
El Bismanol, un imán permanente hecho de la pulvimetalurgia del bismuturo de manganeso, fue desarrollado por el US Naval Ordnance Laboratory a principios de los años 1950 - en el momento de su invención era uno de los imanes permanentes con mayor fuerza coercitiva disponible, de unos 3.000 oersteds. A mediados de los años cincuenta se consiguió alcanzar una fuerza coercitiva de unos 3650 oersteds y una densidad de flujo 4800. El material era generalmente fuerte, y estable al choque y a la vibración, pero tenía tendencia desconcharse, además se proeducía una corrosión lenta del material a condiciones normales.

## Usos
Este material se utilizó para hacer imanes permanentes para su uso en pequeños motores eléctricos.
Actualmente los imanes de Bismanol han sido sustituidos por imanes de neodimio que son, a la vez que más baratos, superiores en otras características, por los imanes de Samario-Cobalto en aplicaciones más críticas, y por imanes de Alnico.